# Hoyaer Emte
Die Hoyaer Emte ist ein Fließgewässer in der Samtgemeinde Grafschaft Hoya im Landkreis Nienburg/Weser in Niedersachsen.
Der Bach hat seine Quelle in der Kleinstadt Hoya nördlich der Straße „An der Wäter“ östlich vom Schulzentrum/Gymnasium. Von dort fließt er in nördlicher Richtung östlich an Mehringen und an Ubbendorf vorbei und durchquert östlich vom Kernort Hilgermissen von Süd nach Nord den Hilgermisser Kolk. Anschließend mündet er südöstlich von Magelsen in die Weser.